# Г-15
Г-15 е група, съставена първоначално от девет държави, членки на Движението на необвързаните страни. Впоследствие се присъединяват и други държави. Организацията е създадена през септември 1989 г. в Белград, Югославия.
Този неформален форум е създаден, за да насърчи сътрудничеството и да даде своя принос за други международни групи, като Световната търговска организация и Групата на осемте. В него членуват страни от Северна Америка, Южна Америка, Африка и Азия с обща цел за засилен растеж и просперитет.
Г-15 се фокусира върху сътрудничество между развиващите се страни в областта на инвестициите, търговията и технологиите. Членството на Г-15 е разширено до 18 страни, но името остава непроменено. Чили, Иран и Кения се присъединяват от самото началото, докато Югославия вече не е част от групата; Перу, една от страните основателки, решава да напусне Г-15 през 2011 г.

## Структура и дейност
Цели на Г-15:
- Да овладява значителния потенциал, за по-голямо и взаимноизгодно сътрудничество между развиващите се страни.
- Да извършва редовен преглед на световната обстановка и на състоянието на международните икономически отношения на развиващите се страни.
- Да служи като форум за редовни консултации между развиващите се страни, с оглед да се координират политиките и действията на страните.
- Да определя и прилага нови и конкретни схеми за сътрудничество Юг-Юг и да мобилизира по-широка подкрепа за тях.
- Да поддържа положителен диалог Север-Юг, за да се намерят нови начини за справяне с проблемите в духа на сътрудничеството, конструктивни и взаимно допълващи се.

По проект, Г-15 избягва установяване на административна структура като тези за международните организации като ООН или Световната банка, но Г-15 притежава механизъм за техническа поддръжка (TSF), разположен в Женева. TSF изпълнява функции под ръководството на председателя за текущата година. По този начин се осигурява необходимата подкрепа за дейностите на Г-15 и за нейните цели.
Други органи и функции на Г-15 включват:
- Среща на върха на държавните и правителствени лидери; Срещата на върха на Г-15 се организира на всеки две години.
- Организират се годишни срещи на министрите на външните работи на отделните страни членки; Министрите на Г-15 заседават веднъж годишно, за да координират дейностите на групата и да се подготвят за срещата на върха.
- Управителният съвет (Troika), който е съставен от трима министри на външните работи, един от предходната среща на върха на страната домакин, настоящият министър на страната домакин и един от някоя от следващите предложени страни за страна домакин.
- Редовно се правят срещи в Женева, като всяка страна членка е представена от държавен глава или правителствен ръководител.

В допълнение, Федерацията на търговските камари, промишленост и услуги (FCCIS) е частен форум в сектора на Г-15. Целта на FCCIS е да координира и максимизира усилията, които насърчават бизнеса, икономическото развитие и съвместните инвестиции с нациите от Г-15.
През 2010 г. председателството на Г-15 се приема от Шри Ланка, при провеждане на 14-а среща на върха в Техеран.

## Държави членки
| Регион                      | Членка    | Лидер                | Лидер                         | Външен министър             | Външен министър              | Население     | БВП (милиарди USD) | БВП на човек (USD) |
| --------------------------- | --------- | -------------------- | ----------------------------- | --------------------------- | ---------------------------- | ------------- | ------------------ | ------------------ |
| Африка                      | Алжир     | Президент            | Абделазиз Бутефлика           | Министър на външните работи | Мурад Меделси                | 35 954 000    | 263.7              | 7333               |
| Африка                      | Египет    | Действащ президент   | Адли Мансур                   | Министър на външните работи | Набил Фахми                  | 79 356 000    | 519.0              | 6540               |
| Африка                      | Кения     | Президент            | Ухуру Кениата                 | Министър на външните работи | Амина Мохамед                | 40 910 000    | 71.4               | 1746               |
| Африка                      | Нигерия   | Президент            | Гудлък Джонатан               | Министър на външните работи | Амину Уали                   | 160 342 000   | 413.4              | 2578               |
| Африка                      | Сенегал   | Президент            | Маки Сал                      | Министър на външните работи | Мадике Нианг                 | 13 443 000    | 25.2               | 1871               |
| Африка                      | Зимбабве  | Президент            | Робърт Мугабе                 | Министър на външните работи | Симбараше Мумбенгегби        | 12 575 000    | 6.1                | 487                |
| Азия                        | Индия     | Министър-председател | Нарендра Моди                 | Министър на външните работи | Сушма Суарай                 | 1 206 917,000 | 4457.8             | 3694               |
| Азия                        | Индонезия | Президент            | Джоко Видодо                  | Министър на външните работи | Ренто Мурсади                | 241 030 000   | 1124.6             | 4667               |
| Азия                        | Иран      | Президент            | Хасан Рухани                  | Министър на външните работи | Мохамад Джавад Зариф         | 75 859 000    | 990.2              | 13 053             |
| Азия                        | Малайзия  | Министър Председател | Наджиб Тун Разак              | Министър на външните работи | Анифа Аман                   | 28 731 000    | 447.3              | 15 568             |
| Азия                        | Шри Ланка | Президент            | Махинда Раджапакса            | Министър на външните работи | проф. Гамини Лакшман Пейрис  | 20 541 000    | 116.5              | 5674               |
| Латинска Америка и Карибите | Аржентина | Президент            | Кристина Фернандес де Киршнер | Министър на външните работи | Хектор Тимерман              | 40 900 000    | 716.4              | 17 516             |
| Латинска Америка и Карибите | Бразилия  | Президент            | Дилма Русев                   | Министър на външните работи | Антонио Патриота             | 194 933 000   | 2294.2             | 11 769             |
| Латинска Америка и Карибите | Чили      | Президент            | Себастиан Пинйера             | Министър на външните работи | Алфредо Морено Чарме         | 17 399 000    | 299.6              | 17 222             |
| Латинска Америка и Карибите | Ямайка    | Министър Председател | Порша Симпсън-Милър           | Министър на външните работи | Арнолд Никълсън              | 2 741 000     | 24.8               | 9029               |
| Латинска Америка и Карибите | Мексико   | Президент            | Енрике Пеня Нието             | Секретар на външните работи | Хосе Антонио Меаде Курибрена | 113 735 000   | 1661.6             | 14 610             |
| Латинска Америка и Карибите | Венецуела | Президент            | Николас Мадуро                | Министър на външните работи | Делси Родригес               | 29 767 000    | 374.1              | 12 568             |

- 2011[6]

## Срещи на високо равнище Г-15[7]
|                      | Дата                         | Държава домакин | Град домакин | Домакин             |
| -------------------- | ---------------------------- | --------------- | ------------ | ------------------- |
| Първа среща          | 1 – 3 юни 1990               | Малайзия        | Куала Лампур | Махатир Мохамад     |
| Втора среща          | 27 – 29 ноември 1991         | Венецуела       | Каракас      | Карлос Андрес Перез |
| Трета среща          | 21 – 23 ноември 1992         | Сенегал         | Дакар        | Абду Диоф           |
| Четвърта среща       | 28 – 30 март 1994            | Индия           | Ню Делхи     | П. В. Нарасимха Рао |
| Пета среща           | 5 – 7 ноември 1995           | Аржентина       | Буенос Айрес | Карлос Менем        |
| Шеста среща          | 3 – 5 ноември 1996           | Зимбабве        | Хараре       | Робърт Мугабе       |
| Седма среща          | 28 октомври – 5 ноември 1997 | Малайзия        | Куала Лампур | Махатир Мохамад     |
| Осма среща           | 11 – 13 май 1998             | Египет          | Кайро        | Хосни Мубарак       |
| Девета среща         | 10 – 12 февруари 1999        | Ямайка          | Монтего Бей  | П. Дж. Петърсън     |
| Десета среща         | 19 – 20 юни 2000             | Египет          | Кайро        | Хосни Мубарак       |
| Единадесета среща    | 30 – 31 май 2001             | Индонезия       | Джакарта     | Абдураман Вахид     |
| Дванадесета среща    | 27 – 28 февруари 2004        | Венецуела       | Каракас      | Уго Чавес           |
| Тринадесета среща    | 14 септември 2006            | Куба            | Хавана       | Раул Кастро         |
| Четиринадесета среща | 17 май 2010                  | Иран            | Техеран      | Махмуд Ахманидеяд   |
| Петнадесета среща    | 2012                         | Шри Ланка       | Коломбо      | Махинда Раджепакса  |